# Alberto Cirio
Alberto Cirio (Turim, 6 de dezembro de 1972) é um político italiano membro do Parlamento Europeu da Itália desde 2014. É membro do Partido Popular Europeu (PPE).
É o atual governador de Piemonte.